# Баллиститы
Баллиститы (или баллиститные пороха) — общее название одного из типов гомогенных твёрдых топлив (бездымных порохов), основными компонентами которых являются нитраты целлюлозы и нитроэфирные растворители, например, нитроглицерин. В зарубежной литературе их называют двухосновными (англ. double base). Баллиститом также называется бездымный порох, запатентованный Альфредом Нобелем.
При изготовлении баллиститного пороха нитроцеллюлоза желатинизируется в растворителе, и в состав вводятся технологические добавки, улучшающие механические и химические свойства готового пороха. В зависимости от химического состава и соотношения компонентов различают конкретные марки порохов. Так, в экспериментальных исследованиях горения баллиститных порохов наиболее широкое применение получил порох Н, в котором по массе содержится 56,44 % коллоксилина с 11,7—12,2 % азота, 27,72 % нитроглицерина, 10,89 % динитротолуола, 2,97 % централита, 0,99 % вазелина и 0,99 % воды.
Работы над военным применением баллиститных порохов в реактивных снарядах начались в 1930-е г., и в СССР были получены пороха, реализованные в реактивных снарядах М-13 и в реактивных системах залпового огня («Катюшах») во время Великой Отечественной войны.